# The Common Linnets
The Common Linnets este o trupă olandeză formată din Ilse DeLange și Waylo. Trupa a fost creată pentru un concert organizat pe stadionul De Grolsch Veste și pentru Concursul Muzical Eurovision 2014.
Pe data de  25 noiembrie radioteleviziunea națională AVRO a anunțat într-o conferință de presă fapul că trupa va reprezenta Țările de Jos la Eurovision 2014 în Copenhaga. Ei au reprezentat Țările  de jos la Concursul Muzical Eurovision 2014 cu melodia Calm After The Storm unde au obținut locul 2 cu 238 de puncte cu o marjă de douăzeci de puncte față de locul 3, Suedia după ce câștigă  prima semifinală cu 150 de puncte.
DeLange și Waylon se cunoșteau de ceva timp înaintea formării trupei.

## Discografie

### Albume
| Titlu              | Detalii                                                                                | Poziții în topuri | Poziții în topuri | Poziții în topuri | Poziții în topuri | Poziții în topuri | Poziții în topuri | Poziții în topuri | Poziții în topuri | Poziții în topuri | Poziții în topuri | Certificări    |
| Titlu              | Detalii                                                                                | NL                | AUT               | BEL (Vl)          | DEN               | GER               | IRE               | SCO               | SPA               | SWI               | UK                | Certificări    |
| ------------------ | -------------------------------------------------------------------------------------- | ----------------- | ----------------- | ----------------- | ----------------- | ----------------- | ----------------- | ----------------- | ----------------- | ----------------- | ----------------- | -------------- |
| The Common Linnets | - Lansat: 9 May 2014 - Label: Firefly/Universal Music Group - Format: Digital download | 1                 | 6                 | 12                | 12                | 11                | 45                | 39                | 42                | 16                | 40                | - NL: Platinum |

### Single-uri
| Titlu                  | An   | Poziții în topuri | Poziții în topuri | Poziții în topuri | Poziții în topuri | Poziții în topuri | Poziții în topuri | Poziții în topuri | Poziții în topuri | Poziții în topuri | Poziții în topuri | Poziții în topuri | Poziții în topuri | Poziții în topuri | Certificări | Album              |
| Titlu                  | An   | NL                | AUS               | AUT               | BEL (Vl)          | BEL (Wal)         | DEN               | GER               | IRE               | SCO               | SPA               | SWE               | SWI               | UK                | Certificări | Album              |
| ---------------------- | ---- | ----------------- | ----------------- | ----------------- | ----------------- | ----------------- | ----------------- | ----------------- | ----------------- | ----------------- | ----------------- | ----------------- | ----------------- | ----------------- | ----------- | ------------------ |
| "Calm After the Storm" | 2014 | 1                 | 66                | 2                 | 1                 | 20                | 2                 | 3                 | 4                 | 8                 | 5                 | 36                | 3                 | 9                 | - NL: Gold  | The Common Linnets |

### Alte cântece
| Titlu                       | An   | Poziție | Album              |
| Titlu                       | An   | NL      | Album              |
| --------------------------- | ---- | ------- | ------------------ |
| "Still Loving After You"    | 2014 | 16      | The Common Linnets |
| "Sun Song"                  | 2014 | 66      | The Common Linnets |
| "Lovers & Liars"            | 2014 | 75      | The Common Linnets |
| "When Love Was King"        | 2014 | 84      | The Common Linnets |
| "Where Do I Go with Me"     | 2014 | 52      | The Common Linnets |
| "Time Has No Mercy"         | 2014 | 86      | The Common Linnets |
| "Before Complete Surrender" | 2014 | 64      | The Common Linnets |
| "Give Me a Reason"          | 2014 | 92      | The Common Linnets |
| "Arms of Salvation"         | 2014 | 61      | The Common Linnets |
| "Hungry Hands"              | 2014 | 44      | The Common Linnets |
| "Love Goes On"              | 2014 | 13      | The Common Linnets |
| "Broken But Home"           | 2014 | 41      | The Common Linnets |